# Chrisochu
Chrisochu (gr. Χρυσοχού) – wieś w Republice Cypryjskiej, w dystrykcie Pafos. W 2011 roku liczyła 132 mieszkańców.